# Spierhypotonie
Spierhypotonie is een verminderde spanning van een spier. De oorzaak is een gebrek aan impulsen van de zenuwen.

Dit kan voorkomen bij onder meer:
- een dwarslaesie door een onderbreking van de zenuwen in het ruggenmerg (LMN-laesie)
- een medische fout met als gevolg onderbreking van een perifere zenuw (perifere zenuwen zijn alle zenuwen die niet rechtstreeks uit de hersenen vertrekken)
- amyotrofe laterale sclerose door een ontsteking van de zenuwen bij ziekte

Elke goed functionerende spier heeft op elk moment een minimum aan spanning, ook zonder bewuste contractie. Deze spanning kan gaan van nauwelijks merkbaar (slaap) tot bijna volledig opgespannen (stress). Als een spier niet de te verwachten spanning heeft in een bepaalde situatie, dan is er sprake van een hypotone spier. Dit gaat meestal gepaard met spierverzwakking en spieratrofie, maar niet noodzakelijk.